# French Open-mesterskabet i damedouble 2013
Damedoubleturneringen ved French Open 2013 var den 96. damedoubleturnering ved French Open i tennis. Mesterskabet blev vundet af Rusland Jekaterina Makarova og Jelena Vesnina, som i finalen besejrede de forsvarende mestre, italienerne Sara Errani og Roberta Vinci, med 7-5, 6-2, og som dermed vandt deres først grand slam-titel i damedouble. For Jelena Vesnina var triumfen den første grand slam-titel overhovedet, mens Jekaterina Makarova tidligere havde vundet én grand slam-titel i mixed double ved US Open 2012.
Det var første gang nogensinde, at French Opens damedoubletitel blev vundet af et russisk par.

## Hovedturnering

### Spillere
Hovedturneringen havde deltagelse af 64 par. Heraf havde 57 par kvalificeret sig i kraft af deres ranglisteplacering pr. [[]] 2013, mens syv par havde modtaget et wildcard (WC).

### Resultater

#### Kvartfinaler, semifinaler og finale
| Sara Errani   |
| Roberta Vinci |

| Varvara Lepchenko |
| Zheng Saisai      |

| Sara Errani   |
| Roberta Vinci |

| Nadia Petrova      |
| Katarina Srebotnik |

| Nadia Petrova      |
| Katarina Srebotnik |

| A. Pavljutjenkova |
| Lucie Šafářová    |

| Sara Errani   |
| Roberta Vinci |

| Kristina Mladenovic |
| Galina Voskobojeva  |

| Jekaterina Makarova |
| Jelena Vesnina      |

| Jekaterina Makarova |
| Jelena Vesnina      |

| Jekaterina Makarova |
| Jelena Vesnina      |

| Cara Black      |
| Marina Erakovic |

| Andrea Hlaváčková |
| Lucie Hradecká    |

| Andrea Hlaváčková |
| Lucie Hradecká    |

#### Første til tredje runde
| Sara Errani   |
| Roberta Vinci |

| L. Domínguez Lino |
| Garbiñe Muguruza  |

| Sara Errani   |
| Roberta Vinci |

| Jill Craybas   |
| Romina Oprandi |

| Julie Coin         |
| Pauline Parmentier |

| Julie Coin         |
| Pauline Parmentier |

| Sara Errani   |
| Roberta Vinci |

| Eva Hrdinová      |
| Bojana Jovanovski |

| Janette Husárová |
| Sabine Lisicki   |

| Janette Husárová |
| Sabine Lisicki   |

| Janette Husárová |
| Sabine Lisicki   |

| Silvia Soler Espinosa |
| Carla Suárez Navarro  |

| Chan Hao-ching |
| Darija Jurak   |

| Chan Hao-ching |
| Darija Jurak   |

| Serena Williams |
| Venus Williams  |

| Alla Kudrjavtseva   |
| Anastasia Rodionova |

| Alla Kudrjavtseva   |
| Anastasia Rodionova |

| Catalina Castaño |
| Katalin Marosi   |

| Catalina Castaño |
| Katalin Marosi   |

| Renata Voráčová  |
| Klára Zakopalová |

| Alla Kudrjavtseva   |
| Anastasia Rodionova |

| Sofia Arvidsson |
| Johanna Larsson |

| Varvara Lepchenko |
| Zheng Saisai      |

| Varvara Lepchenko |
| Zheng Saisai      |

| Varvara Lepchenko |
| Zheng Saisai      |

| Irina-Camelia Begu   |
| Magdaléna Rybáriková |

| Irina-Camelia Begu   |
| Magdaléna Rybáriková |

| Rachel Kops-Jones |
| Abigail Spears    |

| Nadia Petrova      |
| Katarina Srebotnik |

| Natalie Grandin    |
| Vladimíra Uhlířová |

| Nadia Petrova      |
| Katarina Srebotnik |

| S. Foretz Gacon |
| Irena Pavlovic  |

| Olga Govortsova |
| Anna Tatishvili |

| Olga Govortsova |
| Anna Tatishvili |

| Nadia Petrova      |
| Katarina Srebotnik |

| Eva Birnerová   |
| Stefanie Vögele |

| Vania King       |
| Monica Niculescu |

| Vania King       |
| Monica Niculescu |

| Vania King       |
| Monica Niculescu |

| Mona Barthel    |
| Līga Dekmeijere |

| Mona Barthel    |
| Līga Dekmeijere |

| Ashleigh Barty  |
| Casey Dellacqua |

| A. Pavljutjenkova |
| Lucie Šafářová    |

| Vera Dusjevina   |
| Alexandra Panova |

| A. Pavljutjenkova |
| Lucie Šafářová    |

| Caroline Garcia    |
| Mathilde Johansson |

| Caroline Garcia    |
| Mathilde Johansson |

| Annika Beck        |
| Valerija Solovjeva |

| A. Pavljutjenkova |
| Lucie Šafářová    |

| Madison Keys  |
| Melanie Oudin |

| B. Mattek-Sands |
| Sania Mirza     |

| Lauren Davis       |
| Megan Moulton-Levy |

| Lauren Davis       |
| Megan Moulton-Levy |

| Alizé Cornet     |
| Virginie Razzano |

| B. Mattek-Sands |
| Sania Mirza     |

| B. Mattek-Sands |
| Sania Mirza     |

| Hsieh Su-Wei |
| Peng Shuai   |

| Irina Falconi        |
| Mervana Jugić-Salkić |

| Hsieh Su-Wei |
| Peng Shuai   |

| Irina Burjatjok |
| Heather Watson  |

| Oksana Kalasjnikova |
| Alicja Rosolska     |

| Oksana Kalasjnikova |
| Alicja Rosolska     |

| Oksana Kalasjnikova |
| Alicja Rosolska     |

| Dominika Cibulková |
| Záhlavová-Strýcová |

| Kristina Mladenovic |
| Galina Voskobojeva  |

| Svetlana Kuznetsova |
| Flavia Pennetta     |

| Svetlana Kuznetsova |
| Flavia Pennetta     |

| M.T. Torró Flor |
| Lesia Tsurenko  |

| Kristina Mladenovic |
| Galina Voskobojeva  |

| Kristina Mladenovic |
| Galina Voskobojeva  |

| Daniela Hantuchová  |
| A. Medina Garrigues |

| Jelena Janković      |
| Mirjana Lučić-Baroni |

| Jelena Janković      |
| Mirjana Lučić-Baroni |

| Severine Beltrame |
| Laura Thorpe      |

| Severine Beltrame |
| Laura Thorpe      |

| Petra Martić       |
| Chanelle Scheepers |

| Jelena Janković      |
| Mirjana Lučić-Baroni |

| Jana Čepelová     |
| Karolína Plíšková |

| Jekaterina Makarova |
| Jelena Vesnina      |

| Nina Bratchikova    |
| Tamarine Tanasugarn |

| Nina Bratchikova    |
| Tamarine Tanasugarn |

| Mallory Burdette |
| Sloane Stephens  |

| Jekaterina Makarova |
| Jelena Vesnina      |

| Jekaterina Makarova |
| Jelena Vesnina      |

| Liezel Huber          |
| M.J. Martínez Sánchez |

| Francesca Schiavone |
| Samantha Stosur     |

| Francesca Schiavone |
| Samantha Stosur     |

| Christina McHale |
| Tamira Paszek    |

| Kimiko Date-Krumm |
| A. Parra Santonja |

| Kimiko Date-Krumm |
| A. Parra Santonja |

| Francesca Schiavone |
| Samantha Stosur     |

| Cara Black      |
| Marina Erakovic |

| Cara Black      |
| Marina Erakovic |

| Angelique Kerber |
| Andrea Petkovic  |

| Cara Black      |
| Marina Erakovic |

| Kiki Bertens  |
| Tatjana Maria |

| Anna-Lena Grönefeld |
| Květa Peschke       |

| Anna-Lena Grönefeld |
| Květa Peschke       |

| Zhang Shuai |
| Zheng Jie   |

| Tímea Babos   |
| Mandy Minella |

| Zhang Shuai |
| Zheng Jie   |

| Shuko Aoyama   |
| Chang Kai-chen |

| Misaki Doi         |
| Jaroslava Sjvedova |

| Misaki Doi         |
| Jaroslava Sjvedova |

| Zhang Shuai |
| Zheng Jie   |

| Simona Halep |
| Arantxa Rus  |

| Andrea Hlaváčková |
| Lucie Hradecká    |

| Sorana Cîrstea |
| Ayumi Morita   |

| Sorana Cîrstea |
| Ayumi Morita   |

| Alizé Lim     |
| Aravane Rezaï |

| Andrea Hlaváčková |
| Lucie Hradecká    |

| Andrea Hlaváčková |
| Lucie Hradecká    |